# Вешняков, Фёдор Владимирович
Фёдор Владимирович Вешняков (1828—1903) — русский психолог и антрополог; действительный статский советник; член Парижского антропологического общества.

## Биография
Происходил из дворянского рода Вешняковых. Родился 16 (28) января 1828 года в имении родителей, деревне Ждановка Керенского уезда Пензенской губернии, где прошло его детство. 
После окончания в 1848 году училища правоведения служил в Ярославском уголовном суде; затем был членом Московской судебной палаты (после 1869). В 1883 году был произведён в действительные статские советники.
Написал ряд работ, в которых попытался установить антропологические типы людей научного и художественного творчества, независимо от их происхождения; его брошюры были напечатаны на французском языке: «Ébauche d’une Economie des travaux scientifiques et esthétiques» (СПб., 1860 и Париж, 1870); «Recherches sur les conditions anthropologiques de la production scientifique et esthétique» (1865—1873). Эти сочинения были подробно разобраны П. Л. Лавровым в «Антропологических этюдах». Также  на французском языке были напечатаны: «Introduction aux recherches sur l’Economie des travaux scientifiques» (1870) и «Histoire des beaux types féminins. Introduction» (1878).
В своих работах Вешняков намечал в довольно подробных чертах психофизиологическую типологию художников и учёных, которых он предлагал изучать с точки зрения и стиля и характера их творчества, с точки зрения антрополого-физиологической и, наконец, с точки зрения различных возможных отношений их к социальной среде. Им намечалось три основные групп художников и учёных: политипическая, монотипическая и философическая. Группы он делил на подгруппы и разновидности, указывая антропологический и «социопатические» особенности каждой. Большинство западноевропейских учёных отнеслись к его идеям скептически; в России его работы практически не были замечены.
Ф. В. Вешняков был членом Парижского антропологического общества и почётным членом Московского общества испытателей природы. 
Умер 24 июня (7 июля) 1903 года в своем пензенском имении, где жил с 1898 года, после выхода в отставку.
Брак его был бездетным.